# Броня (техніка)

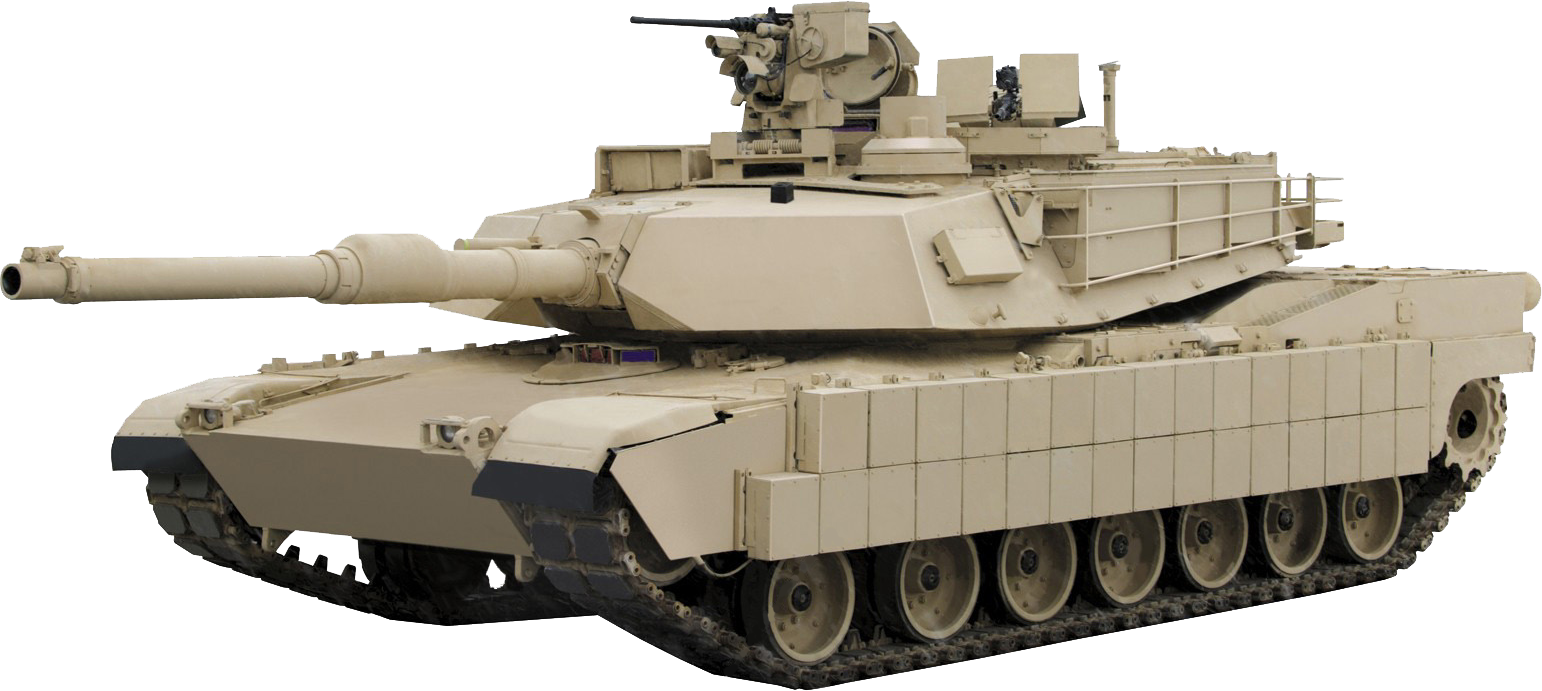
ОБТ M1 Abrams з TUSK американської армії використовує композитний, динамічний захист та броньові екрани

Техніка військового призначення зазвичай має броню для захисту від шрапнелі, куль, ракет або снарядів, захищаючи персонал всередині від ворожого вогню. Такою бронетехнікою є танки, літаки та кораблі.
Цивільні машини також мають броню. Загалом це броньовані машини, які використовують журналісти, посадові особи або інші особи, які відвідують зони бойових дій, а також президентські лімузини. Бронеавтомобілі також використовують охоронні фірми для перевезення грошей або цінностей для зменшення ризику пограбувань на дорозі.
Також броню можна використовувати у транспортних засобах для іншого захисту. Деякі космічні апарати оснащені спеціальною бронею для захисту від ударів мікрометеороїдів або частин космічного сміття. Сучасні реактивні літаки мають арамідну композитну кевларову сітку у передній частині двигуна для запобігання потрапляння сміття до газової турбіни і пошкодження  лопатей турбіни, компресора або гвинта.
Конструкція та мета використання техніки визначає товщину броньованого захисту, оскільки надмірна товщина, а отже і маса плити обмежує рухливість. Для того щоб зменшити цю проблему, досліджуються деякі нові матеріали (наноматеріали) і композитні матеріали, такі як buckypaper (папір твердіший за алмаз) і алюмінієві пінометалеві броньові плити.

## Матеріали

### Метали

#### Сталь
Катана гомогенна броня є твердою та міцною (не розколюється при швидкому, сильному ударі). Сталь з цими характеристиками отримують шляхом оброблення сталевих литих заготовок відповідного розміру, з подальшим прокатуванням до пластин необхідної товщини. Прокатування й  кування (на гаряче) зменшує дефектність литої структури, створює сприятливо орієнтовану волокнисту структуру, що сприяє підвищенню міцності сталі. 

#### Алюміній

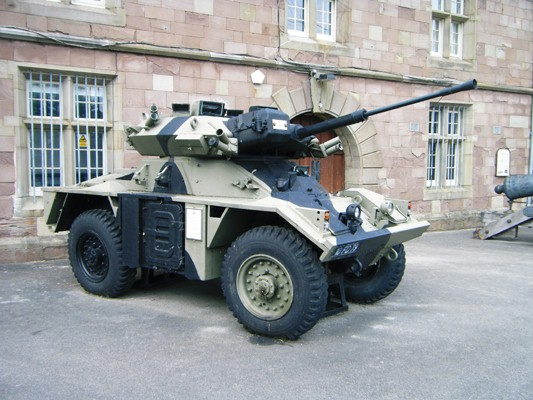
У конструкції британської БРМ Fox CVR(W) широко використовували алюмінієві сплави

Алюмінієва броня створюється на основі деформованих алюмінієвих сплавів і застосовується з метою зменшення маси техніки. Зазвичай її використовують у конструкціях БТРів та бронеавтомобілів.

#### Залізо
Коване залізо використовували під час будівництва панцерників. Рання європейська залізна броня складалася з 10-13 см шару кованої броні покладеної на метровий шар дерев'яної підкладки.

#### Титан
Титанові сплави за густиною розташовуються між алюмінієвими сплавами і сталями. Тому за питомою міцність можуть переважати навіть деякі сталі. Проте, через вищу вартість їх використовують у відповідальних застосунках, наприклад персональні обладунки та у військова авіація. Відомими зразками авіаційної техніки є американський A-10 Thunderbolt II та радянський Су-25, де використано ванноподібну капсулу кабіни пілота, а також радянський ударний гелікоптер Мі-24.

#### Уран
Через високу щільність, збіднілий уран можна також використовувати у танковій броні, розташовуючи його між листами сталі. Наприклад, деякі танки M1A1HA та M1A2 Abrams побудовані після 1998 мають уранові плити як частину броні у передній частині корпусу і башти, а також існує програма про оновлення більш старих танків.

### Пластик
Пластичний метал є різновидом броні, яка вироблялася для торгових суден британським Адміралтейством у 1940. Оригінальний склад описувався як 50% чистого граніту завтовшки пів-дюйму, 43% вапняку та 7% бітуму. Зазвичай шар броні був завтовшки два дюйма і ще половина дюйма сталевої підкладки.
Пластична броня була дуже ефективна проти бронебійних куль тому, що тверді частини граніту відбивали кулі, які потім застрягали між пластиною броні і сталевими плитами. Пластикову броню можна було застосувати шляхом заливання її в порожнину, утворену сталевою опорною пластиною і тимчасовою дерев'яною формою.

### Скло

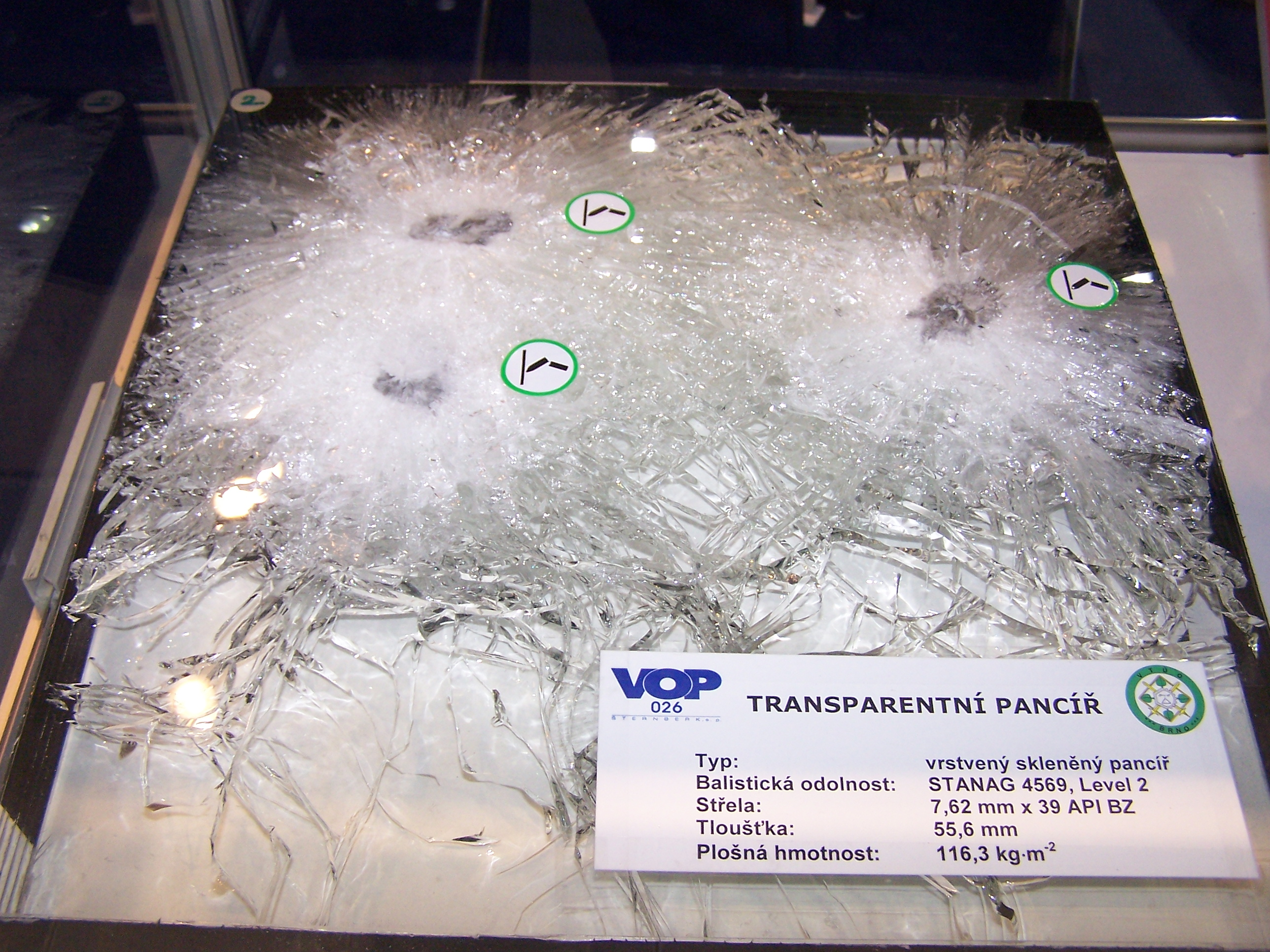
Балістичні тести куленепробивних скляних панелей

Куленепробивне скло є розмовним терміном для позначення скла яке є особливо стійким при ураженні кулями. У промисловості таке скло має назву прозора броня.
Куленепробивне скло зазвичай роблять з міцного, але прозорого матеріалу, наприклад з полікарбонатного термпластику або з використанням шарів ламінованого скла. В результаті отримують прозорий матеріал, який за своїми властивостями схожий на звичайне скло, але дає добрий захист від вогню стрілецької зброї.
Полікарбонатний шар складається з таких продуктів як армормакс (Armormax), макроклір (Makroclear), циролон (Cyrolon), лексан (Lexan) або туффак (Tuffak), які знаходяться, зазвичай, між двома шарами скла. Використання пластика в ламінуванні забезпечує ударну стійкість, від фізичного нападу з молотком, сокирою тощо. Пластик забезпечує невеликий захист від куль. Скло, яке набагато твердіше, ніж пластик, сплющує кулю і тим самим запобігає проникненню. Таке куленепробивне скло має товщину 70–75 мм (2.8–3.0 in).
Куленепробивне скло виготовлено з шарів ламінованого скла з'єднаних разом полівінілбутиралем, поліуретаном або етилен-вінілацетатом. Такий тип куленепробивного скла використовується на техніці з Другої світової війни; товщина його складає 100—120 мм (3.9–4.7 in) і воно є дуже важким. Також подібні скла використовуються в установи, що працюють з великими обсягами грошових коштів, спецавтівках і на пропускних пунктах спецслужб.
Зараз розробляються нові матеріали. Наприклад, оксинитрід алюмінію, який легше, але коштує US$10–$15 за квадратний дюйм.

### Кераміка
Властивість кераміки у протистоянні кумулятивним снарядам була виявлена у 1980-х. Високошвидкісна зйомка показала, що кераміка руйнується під кумулятивним струменем, через що руйнується реактивний струмінь створений кумулятивним ефектом, що сильно зменшує пробивання. Керамічні шари також використовуються як частина композитної броні. Велика міць деяких керамічних матеріалів добре руйнує і розсіює кінетичну енергію снарядів.

### Композити

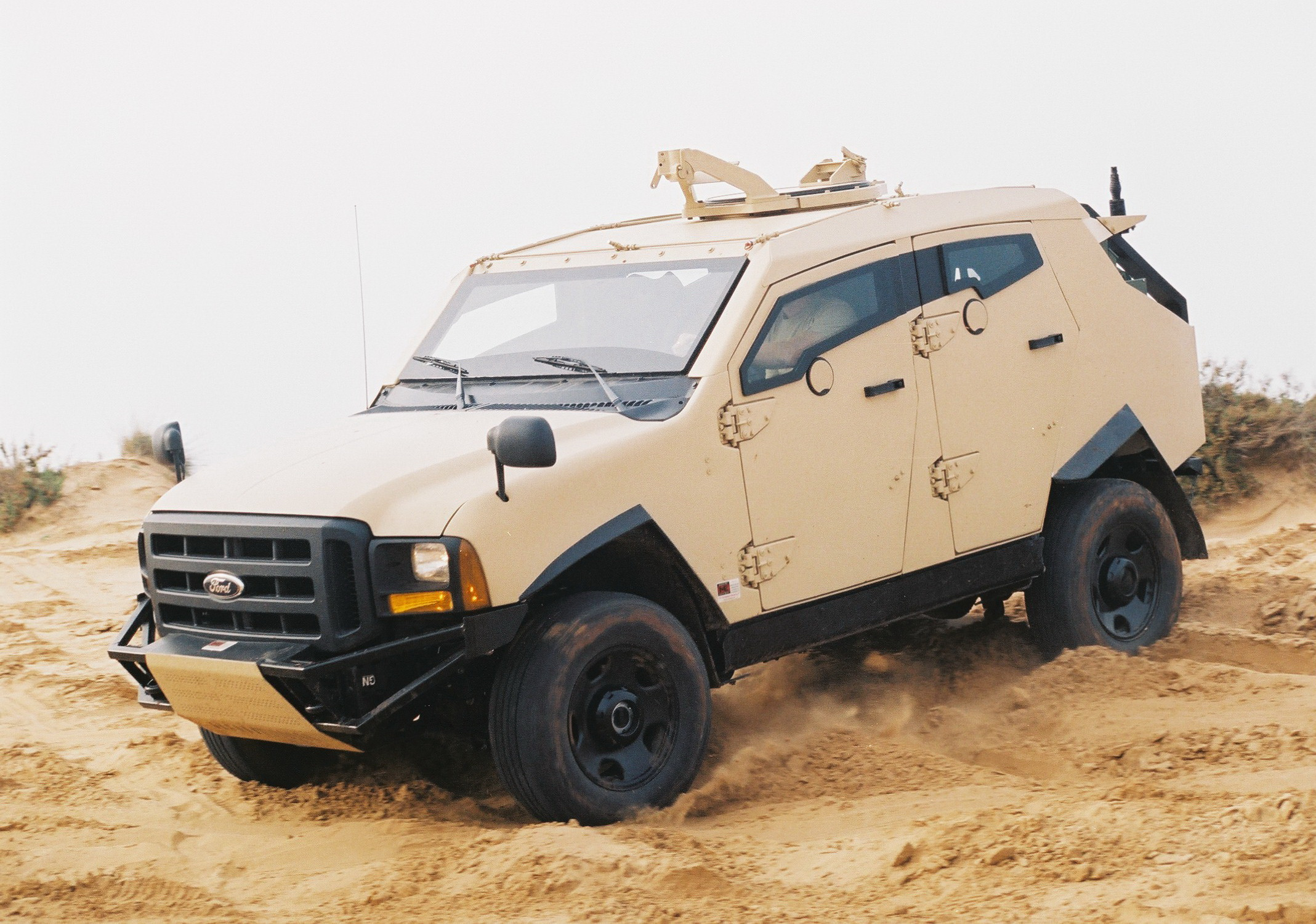
Plasan Sand Cat легкий (5t) військовий автомобіль, має вбудовану у корпус композитну броню

Композитна броня це броня яка складається з шарів двох або декількох матеріалів з істотно різними хімічними властивостями; сталь та кераміка є основними матеріалами композитної броні. Композитна броня була розроблена у 1940-их роках, хоча тоді вона не була прийнята на озброєння. Ефективність композитної броні залежить від її складу і може бути ефективною проти бронебійних снарядів, а також проти кумулятивних боєприпасів; іноді для захисту від бронебійних снарядів використовують важкі метали.

## Кораблі

Загальна схема бронювання бойового корабля. Броньовий пояс позначено літерою «A».

На військових кораблях бронювання здійснювалося броньовими поясами — шарами броньових плит на зовнішній частині корпусу, поверх обшивки. Броньовий захист мали зазвичай лінкори, лінійні крейсери, крейсери та деякі авіаносці.
Зазвичай броньовий пояс починається від верхньої палуби і закінчується нижче ватерлінії. Якщо він є частиною корпусу, то його встановлюють під кутом для покращення захисту. Броньовий пояс створено так, щоб він міг витримати або відхилити влучання снаряда або торпеди. Часто основний броньовий пояс доповнювався протиторпедними (на зображенні позначена літерою «D») перебірками, які були у декількох метрах позаду головного пояса і були призначені для підтримки водонепроникності корабля, навіть якщо основний пояс було пробито.
Для захисту корпусу від влучень згори влаштовувалася броньова палуба. Згідно з концепцією «усе або нічого» передбачалося бронювання лише найважливіших частин корабля, яке утворювало броньовану цитадель.
Повітряний простір між поясом і корпусом також збільшував плавучість. Через економію ресурсів і для швидкості виробництва деякі кораблі часів війни мали тонші броньові пояси або їх меншу кількість, ніж було потрібно.

## Літаки
Бронювання для літаків не є основним, загалом для захисту від наземного вогню вони покладаються на швидкість і маневрування, а не на броньовий захист. До того ж бронювання яке зможе зупинити снаряд або осколки ракети може вплинути на ріст ваги. Тому бронею захищені лише важливі частини літака, наприклад крісло-катапульта та двигуни. У цій області для бронювання широко використовують титан. Наприклад, на штурмовиках Fairchild Republic A-10 Thunderbolt II та Су-25, на ударному гелікоптері Мі-24, пілоти розташовані у титановій капсулі яка схожа на ванну. На додачу, вітрове скло великих літаків, навіть цивільних, зроблено з ударостійких ламінованих матеріалів, які запобігають пошкодженню літака через удари птахів або іншого сміття.

## Бойові броньовані машини
Найбільш важко броньованими машинами на даний час є основні бойові танки, які є поширеними у наземних військах і розроблені щоб протистояти протитанковим ракетам, бронебійним снарядам, загрозі зброї масового ураження і на деяких танках навіть снарядам з крутою траєкторією. Ізраїльські танки Меркава розроблені таким чином, що кожний компонент виконує функцію додаткового бронювання для захисту екіпажу. Зовнішня броня модульна і може бути швидко замінена при пошкоджені.

### Компонування
Для покращення ефективності найбільш важка броня на бронетехніці розташована спереду. Тактика дії танків вимагає, щоб машина завжди була направлена вперед, навіть при обороні та відступі..
Похила і зігнута броня може збільшити захист. Навіть при фіксовані товщині снаряд при ударі під кутом повинен пробити більше броні ніж при ударі по перпендикулярній поверхні. Скошена поверхня збільшує шанси на відбиття снаряду. Це можна побачити на техніці з клиноподібними корпусами, яка направляє ударну хвилю від саморобних вибухових пристроїв або наземних мін від відсіку екіпажу, збільшуючи живучість екіпажу.

### Броньова підкладка
З початку Холодної війни, багато бронетехніки  отримала броньову підкладку під бронею, яка була розроблена для захисту екіпажу та обладнання всередині від осколків які утворюються від ураження снарядами, особливо бронебійно-фугасних. Підкладки роблять з кевлару, диніма, щитів спектра та інших схожих матеріалів.

### Навісна броня

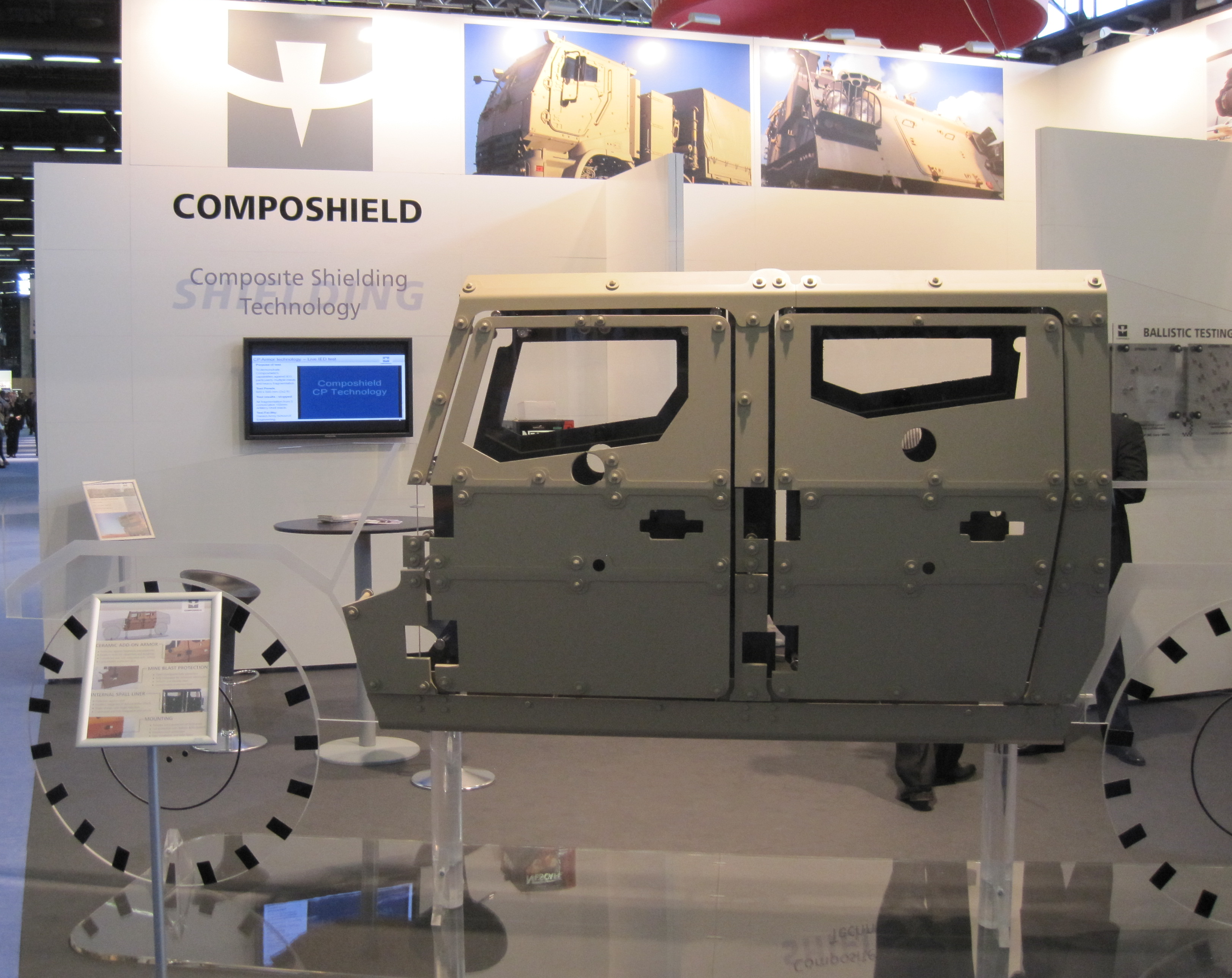
Набір композитної додаткової броні

Навісна броня або додаткова броня складається з додаткових пластин, встановлених на корпусі або башті бронетехніки. Пластини можуть бути вироблені з будь-якого матеріалу і призначені для модернізування захисту бронетехніки від зброї, яка може пробити основну броню машини.
Перевагою навісної броні є те, що її можна пристосувати до машини залежно від задач, які вона виконує.

### Тимчасова
Броня машини інколи поліпшується під час бою екіпажем або підрозділом. Під час Другої світової війни, британські, канадські та польські танкові екіпажі наварювали смуги з танкових траків на своїх Шерманах. Екіпажі американських танків часто додавали мішки з піском на корпус та башту танків Шерман, часто у зварені клітки з балок. Деякі Шермани отримували броньові плити у польових умовах, броню вирізали з підбитих танків створюючи Improvised Jumbos, які отримали свою назву через важкоброньований штурмовий танк M4A3E2. Під час війни у В'єтнамі так звані американські. "ган-траки" були броньовані мішками з піском і сталевими пластинами місцевого виробництва. Пізніше, американські війська у Іраку бронювали свої Гамві та інший військовий транспорт підручними матеріалами.

### Рознесена

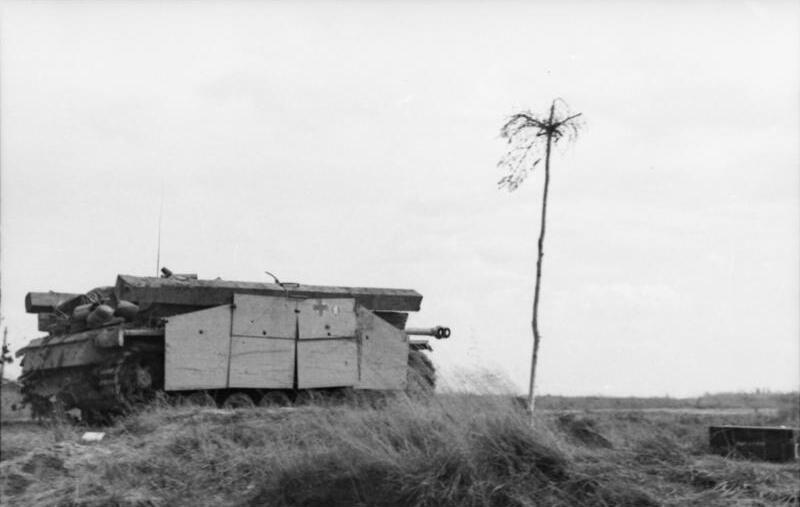
Sturmgeschütz III з рознесеними броньовими плитами.

Броня з двох або більше пластин розташованих на деякій відстані одна від одної має назву рознесена броня, і використовується з часів Першої світової війни, коли її встановлювали на танки Schneider CA1 та Saint-Chamond. Така броня може бути корисною у деяких ситуаціях. Наприклад, вона може зменшити ефективність бронебійних снарядів тому, що дія пластин може збити, відхилити, деформувати та розбити снаряд. Такий ефект можна збільшити завдяки нахилу пластин. Рознесена броня може також покращити захист проти кумулятивних снарядів. Це відбувається через те, що кумулятивний заряд боєголовки може детонувати передчасно (на першій поверхні), тому реактивний струмінь розсіюється не досягаючи основної броні. Інколи внутрішні поверхні скошені для збільшення ефекту розсіювання реактивного струменю. Тонкі броньові пластини, металеві сітки або захисні екрани, набагато легші ніж повноцінна броня, і можуть бути встановлені як навісні екрани з бортів або на башті для додаткового захисту від кумулятивної зброї. Таку броню можна побачити на німецьких танках у середині і наприкінці Другої світової війни, а також на сучасній бронетехніці. Загалом багатошарова броня може підвищити захист не впливаючи значним чином на вагу.
Схожий щит Уіпла використовує принципи рознесеної броні для захисту космічних апаратів від ураження дуже швидкими мікрометеороїдами.  Перший шар броні плавить або розбиває їх на дрібніші частини, які розсіюються на більшій площі при ударі по наступним стінам.

### Скошена

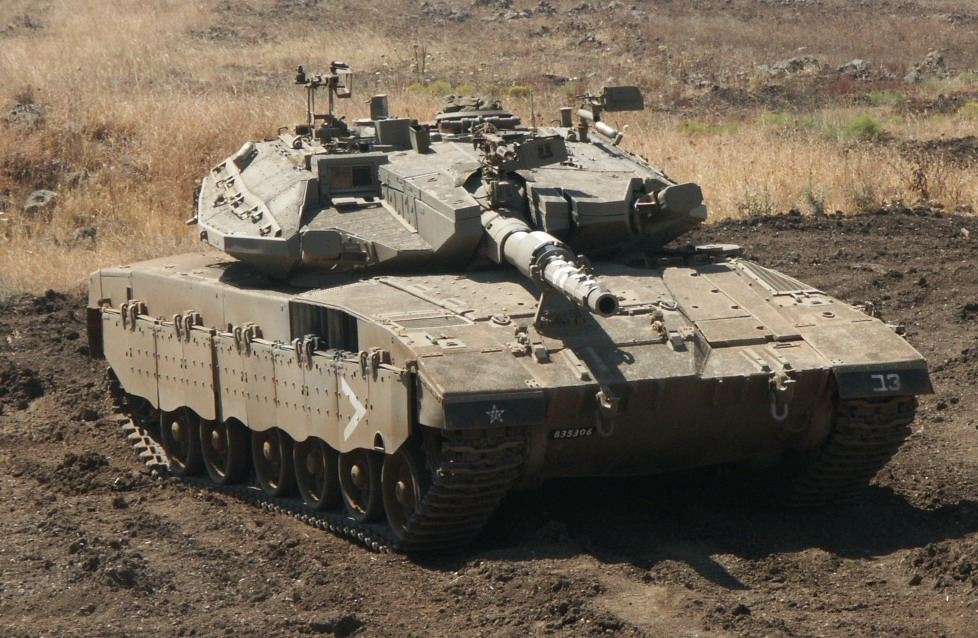
ОБТ Merkava має броню на башті з великими скосами

Скошена броня, встановлена під не вертикальними і не горизонтальними кутами, як правило, на танках й інших бойових броньованих машинах. Для нормалі відносно поверхні броні, товщина пластини, зі збільшенням нахилу броні підвищує рівень бронезахисту за рахунок збільшення товщини, в той час як при заданій щільності площі броні захист може бути збільшений або зменшений завдяки різним нахилам пластин, в залежності від використаних броньових матеріалів і якості снаряда ударяє по ньому. Збільшення захисту регулюється кутами нахилу пластини, при цьому товщина броньової пластини незмінна. Іншими можливими ефектами скошеної броні є відхилення, деформація та рикошети снарядів. Також скошена броня є більш ефективним способом покриття необхідного обладнання, оскільки вона має менший обсяг з меншою кількістю матеріалу. Найбільш гострі кути зазвичай використовують на фронтальних плитах, через те що зазвичай сюди потрапляє найбільше снарядів.

### Динамічна

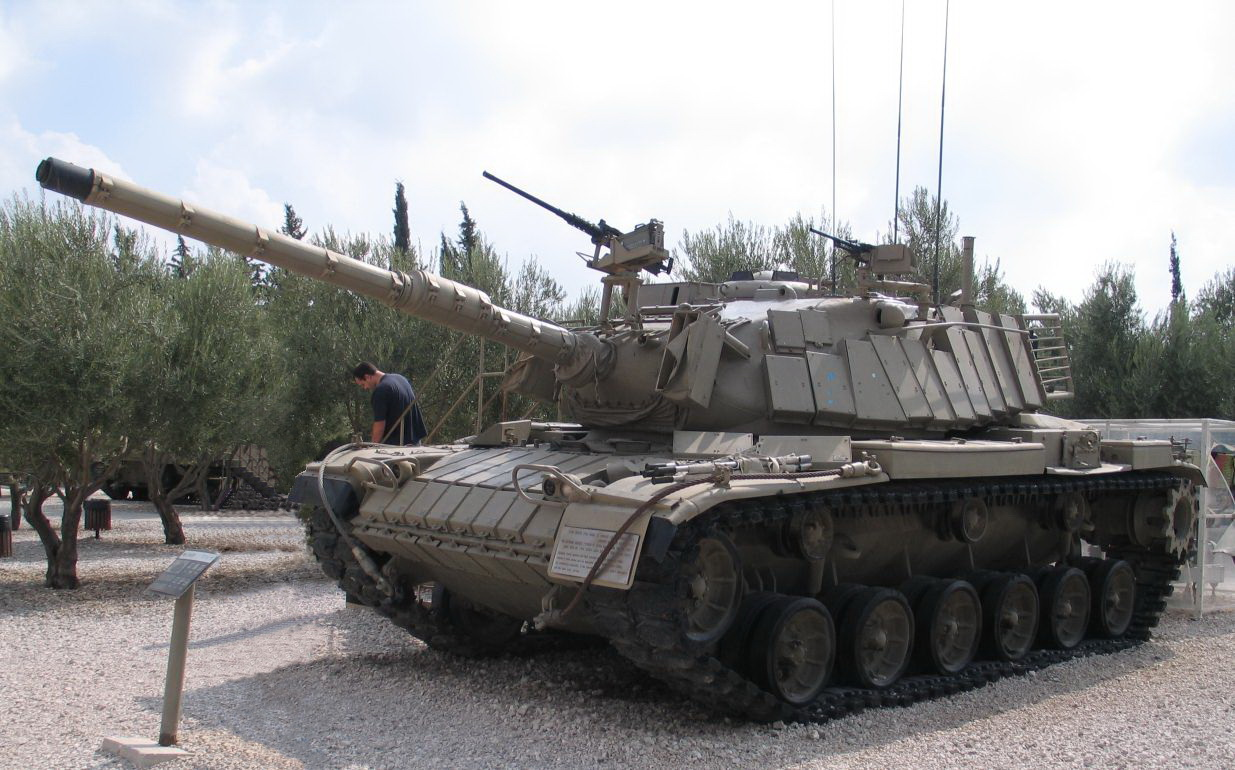
Танк M60A1 Patton з ізраїльським динамічним захистом Blazer

Динамічний захист працює за допомогою певної речовини, поміщеної між металевими плитами, яка певним чином розсіює енергію снаряда. Найбільшого поширення набув вибуховий динамічний захист (ВДЗ), в якому ця речовина є вибуховою і при влучанні снаряда детонує, розсіюючи кумулятивний струмінь або пошкоджуючи кінетичний боєприпас.

### Активна
Активний захист є набором пристроїв, що здатні виявляти ворожі боєприпаси та атакувати їх. Залежно від способу дії поділяються на soft-kill, які унеможливлюють наведення снарядів створенням перешкод, та hard-kill, які безпосередньо атакують боєприпас.

### Решітчаста

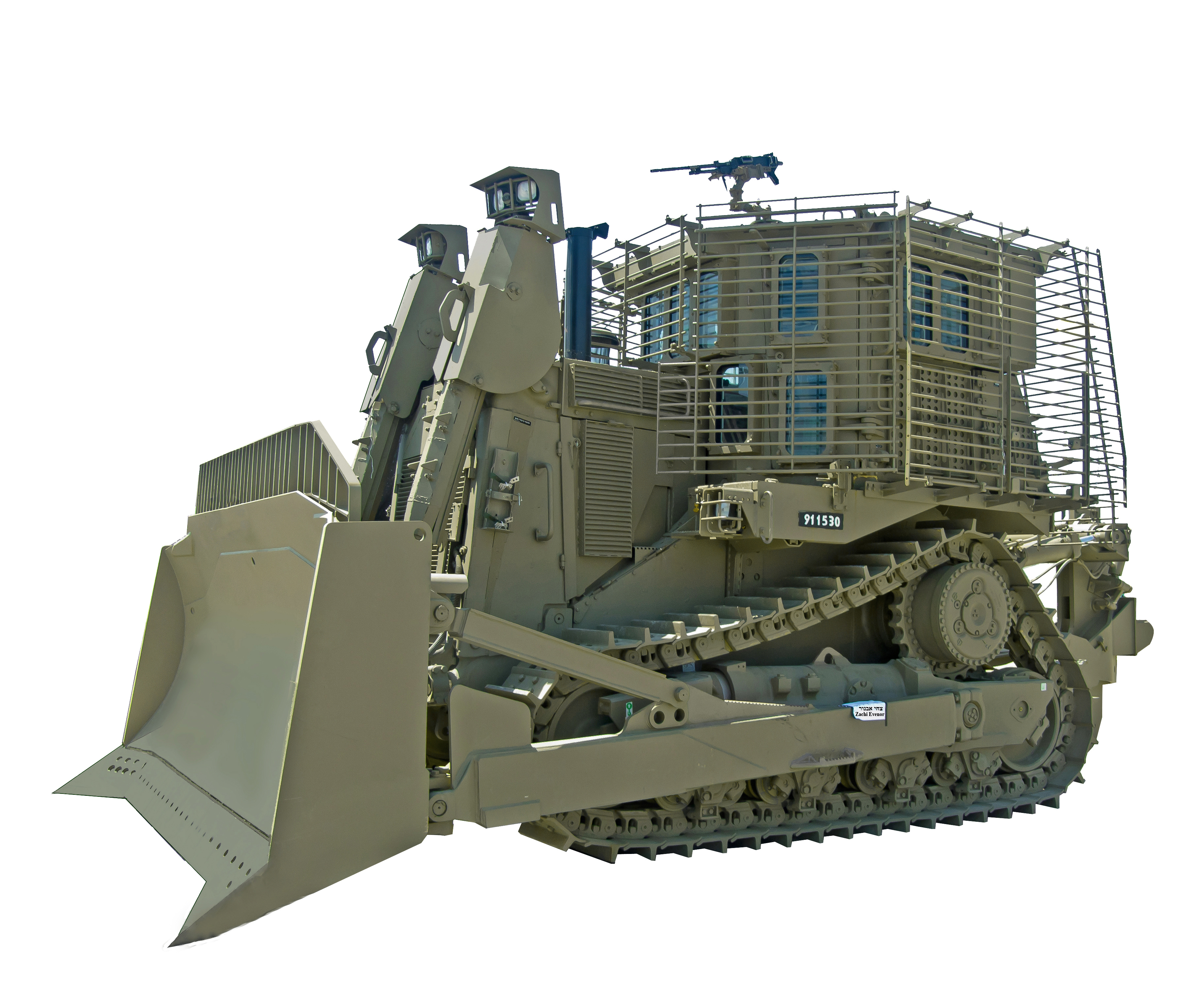
Ізраїльський броньований бульдозер Caterpillar D9 з решітчастою бронею (на додачу до основної броні та броньових вікон). Броня D9 розрахована на захист від реактивних гранат та навіть від ПТКР 9K11 Малютка.

Решітчаста броня розроблена для захисту від протитанкових ракет і ракетних атак, боєголовки яких мають кумулятивний ефект. Решітка зроблена таким чином, щоб боєголовка частково деформувалася перед вибухом або щоб пошкодився детонатор.. Через те що кумулятивний ефект побудований на створенні реактивного струменю який пропалює броню, тому пошкодження цього механізму знизить ефективність боєголовки. Решітчаста броне може захистити від тандемних боєголовок таких як  РПГ-27 та РПГ-29.

### Імпровізована
Імпровізована броня появляється тоді, коли є потреба в додатковому захисті транспортного засобу чи бойової машини, але немає можливості зробити це на заводському рівні.

### Броня з електричними зарядами
Броня з електричними зарядами є останньою розробкою британської Лабораторії оборонної науки і технології.  Машину оснащено двома тонкими оболонками, які розділені ізолюючим матеріалом.  Зовнішня оболонка тримає величезний електричний заряд, у той час як внутрішня оболонка є заземленням.  При ураження кумулятивним струменем зовнішньої оболонки утворюється місток з внутрішньою оболонкою, вивільняється електрична енергія яка руйнує реактивний струмінь. Випробування були дуже ефективними і дає надію, що при поліпшенні системи вона може захищати від звичайних кінетичних снарядів. Розробники серії бронетехніки Future Rapid Effect System розглядають цю технологію.